# 猪名川町
猪名川町（いながわちょう）は、兵庫県の南東部に位置する町。川辺郡に唯一現存する自治体で、阪神北県民局管轄区域。

## 概要
兵庫県の南東部にあり、南東は川西市、南西は宝塚市、西は三田市、北は丹波篠山市、東は大阪府能勢町と接している。町域は南北に長く、東西が最大約8km、南北が約18kmである。
国の史跡に指定されている多田銀銅山が所在する。豊臣秀吉の財宝が埋まっていると言う説がある。この財宝の埋蔵量は全国一であるほど莫大とされ、テレビ番組「特命リサーチ200X」でもとりあげられたほどで、全国三大埋蔵金のひとつ。
町ではこの「銀山」地区を観光地として整備していく方針で、歴史街道として整備が進められている。
町内の産業では、金属製品製造業や電子部品・デバイス・電子回路製造業等の集積がみられるほか、農林業ではシイタケや自然薯、そば等が名産品となっている。
マスコットキャラクターは猪の子どもをモチーフにした「いなぼう」である。

## 地理
北部は自然が多く残り、ホタルやオオサンショウウオ、モリアオガエルが生息している。また、阪神地域最高峰・標高753mの大野山（おおやさん）の山頂一帯・大野アルプスランド内には猪名川天文台アストロピアもあり、気軽に天体観測を楽しむことができる。2019年、恋人の聖地として認定され、モニュメントが完成披露された。

### 地形

#### 山岳
主な山
- 大野山（753.5m。町域北端部に位置）
- 三草山（564.1m）

#### 河川
主な川
- 猪名川

#### 湖沼
主な池
- 玄能池

### 地域

#### 住宅団地
猪名川町南部地区には大規模ニュータウンである阪急日生ニュータウン（伏見台・松尾台）、猪名川パークタウン、つつじが丘の3つがある。この3つのニュータウン地区には2017年（平成29年）8月末で23,833人が住んでおり、猪名川町民全体(31,508人)の75.64%を占める町民が生活を営んでいる中心的市街地となっている。この他にも町内には「猪名川台」、「猪名川荘苑」、「旭が丘」などの中規模の住宅団地が点在している。さらに将来的には「日生ニュータウン（二次開発）」や、産業団地や福祉施設などを含む「肝川コミュニティータウン」が町の総合計画には盛り込まれている（「日生ニュータウン（二次開発）」については、町と開発業者との間で協議が持たれているがかなり厳しい見通しとのことである）。
2010年国勢調査までは、高い人口増加率を持っていたが、2015年の国勢調査では人口減に転じている。大阪市への通勤率は18.1%、川西市への通勤率は13.9%（いずれも平成22年国勢調査）。
2020年国勢調査において、全世帯数に占める核家族の世帯の比率が75.9%で、全国の市町村で最も高い。

### 人口
平成22年国勢調査より前回調査からの人口増減をみると、5.75％増の31,748人であり、増減率は県下41市町中首位、49行政区域中2位。
| |                                          |  |
| 猪名川町と全国の年齢別人口分布（2005年） | 猪名川町の年齢・男女別人口分布（2005年） |  |
| ■紫色 ― 猪名川町 ■緑色 ― 日本全国 | ■青色 ― 男性 ■赤色 ― 女性                |  |
| 猪名川町（に相当する地域）の人口の推移 \| 1970年（昭和45年） \| 7,032人 \| \| \| 1975年（昭和50年） \| 7,940人 \| \| \| 1980年（昭和55年） \| 11,526人 \| \| \| 1985年（昭和60年） \| 14,430人 \| \| \| 1990年（平成2年） \| 21,558人 \| \| \| 1995年（平成7年） \| 27,130人 \| \| \| 2000年（平成12年） \| 29,094人 \| \| \| 2005年（平成17年） \| 30,021人 \| \| \| 2010年（平成22年） \| 31,739人 \| \| \| 2015年（平成27年） \| 30,838人 \| \| \| 2020年（令和2年） \| 29,680人 \| \| |                                          |  |
| 総務省統計局 国勢調査より |                                          |  |
| 1970年（昭和45年） | 7,032人                                  |  |
| 1975年（昭和50年） | 7,940人                                  |  |
| 1980年（昭和55年） | 11,526人                                 |  |
| 1985年（昭和60年） | 14,430人                                 |  |
| 1990年（平成2年） | 21,558人                                 |  |
| 1995年（平成7年） | 27,130人                                 |  |
| 2000年（平成12年） | 29,094人                                 |  |
| 2005年（平成17年） | 30,021人                                 |  |
| 2010年（平成22年） | 31,739人                                 |  |
| 2015年（平成27年） | 30,838人                                 |  |
| 2020年（令和2年） | 29,680人                                 |  |

#### 健康
2000年（平成12年）のデータでは県内で女性も男性も平均寿命が1位。女性の平均寿命が沖縄県豊見城村（現・豊見城市）（89.2歳）、2位の北中城村（88.5歳）に次ぐ全国第3位を記録。
さらに2008年（平成20年）4月24日発表の結果によると女性の平均寿命全国2位。男女とも兵庫県では1位。

### 隣接自治体
兵庫県
- 川西市
- 宝塚市
- 三田市
- 丹波篠山市

大阪府
- 豊能郡：能勢町

## 歴史

### 古代
- 平安時代末期から多田銀山が存在した[4]。（奈良時代からの説も有り）

### 現代
昭和時代（戦後）
- 1955年（昭和30年）4月10日 中谷村・六瀬村が合併し、猪名川町が誕生[8]。
- 1957年（昭和32年）4月 猪名川渓谷が県立自然公園に指定される[9]。
- 1962年（昭和37年）4月10日 町章を制定する[10]。
- 1964年（昭和39年）4月 県立伊丹高校猪名川分校（現猪名川高等学校）が開校[11]。
- 1972年（昭和47年）2月25日 町内の電話収容局がすべて自動化され、市外局番を0727へ統一（現在は072が市外局番である）。
- 1973年（昭和48年）6月 日本鉱業が多田銀山を休山する[12]。
- 1975年（昭和50年）4月 県立伊丹高校猪名川分校が兵庫県立猪名川高等学校として独立する[11]。
- 1978年（昭和53年）12月 能勢電鉄日生線が開通[13]。

平成時代
- 2000年（平成12年）4月 ふれあいバス、イナくるっと号運行開始。

兵庫県内の宝塚市、川西市、伊丹市との三市一町の合併を検討する合併協議会があったが、解散した。ただし、消防署員の交流などの連携は、解散後も継続している。

## 行政

### 町長
- 町長（18代）：岡本信司（2021年8月から）

歴代首長
- 町長（9代・10代）：上神光雄（1985年11月から）
- 町長（11代）：宮東一三（1993年11月から）
- 町長（12代 - 14代）：真田保男（1997年11月から）
- 町長（15代 - 17代）：福田長治（2009年11月から）
- 町長（18代）：岡本信司（2021年8月から）

## 議会

### 衆議院
- 選挙区：兵庫5区（豊岡市、川西市（旧東谷村域）、三田市、篠山市、養父市、丹波市、朝来市、川辺郡、美方郡）
- 任期：2021年10月31日 - 2025年10月30日
- 当日有権者数：368,205人
- 投票率：61.59％

| 当落 | 候補者名 | 年齢 | 所属党派     | 新旧別 | 得票数   | 重複 |
| ---- | -------- | ---- | ------------ | ------ | -------- | ---- |
| 当   | 谷公一   | 69   | 自由民主党   | 前     | 94,656票 | ○    |
| 比当 | 遠藤良太 | 36   | 日本維新の会 | 新     | 65,714票 | ○    |
|      | 梶原康弘 | 65   | 立憲民主党   | 元     | 62,414票 | ○    |

## 施設

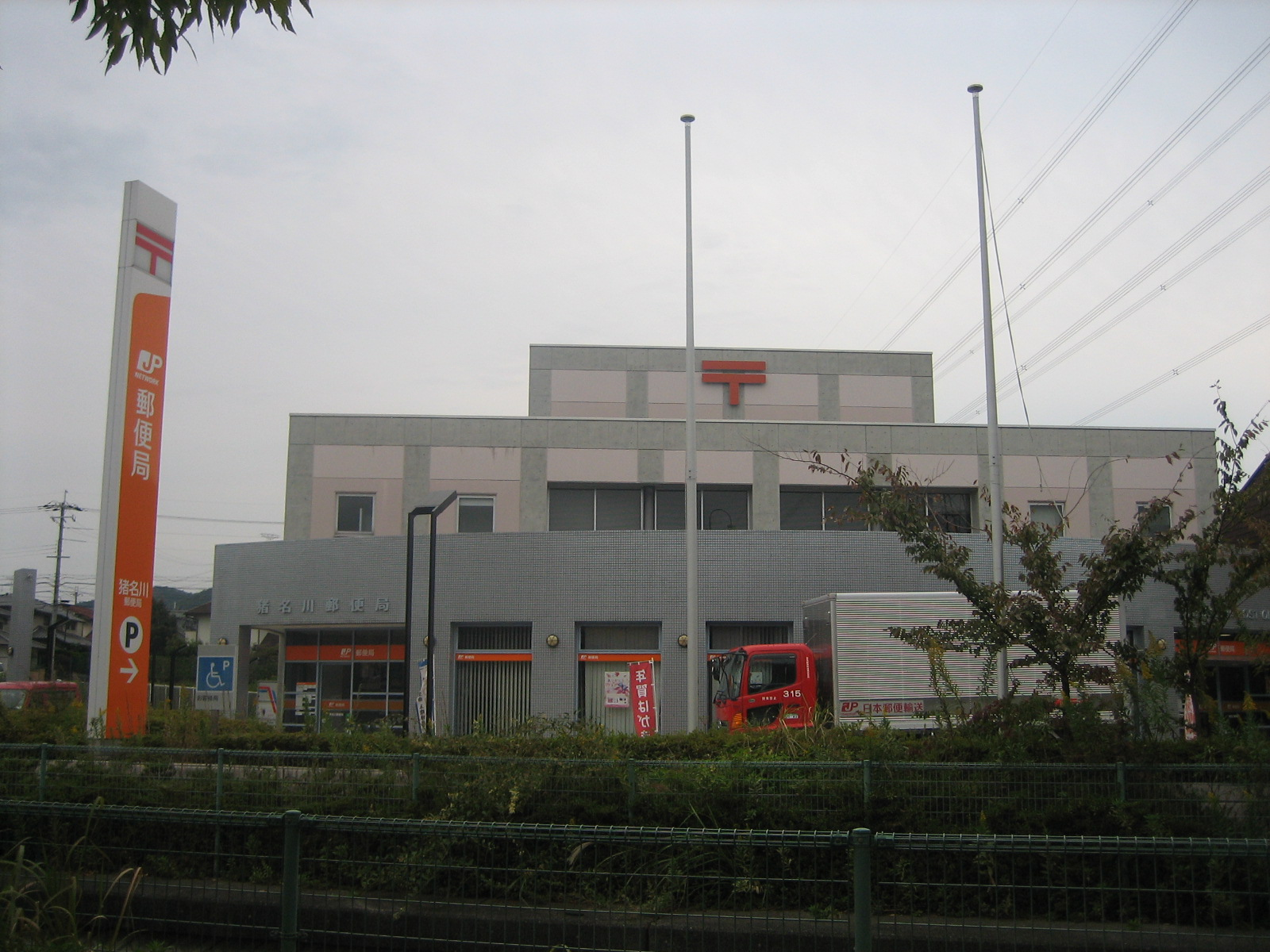
猪名川郵便局

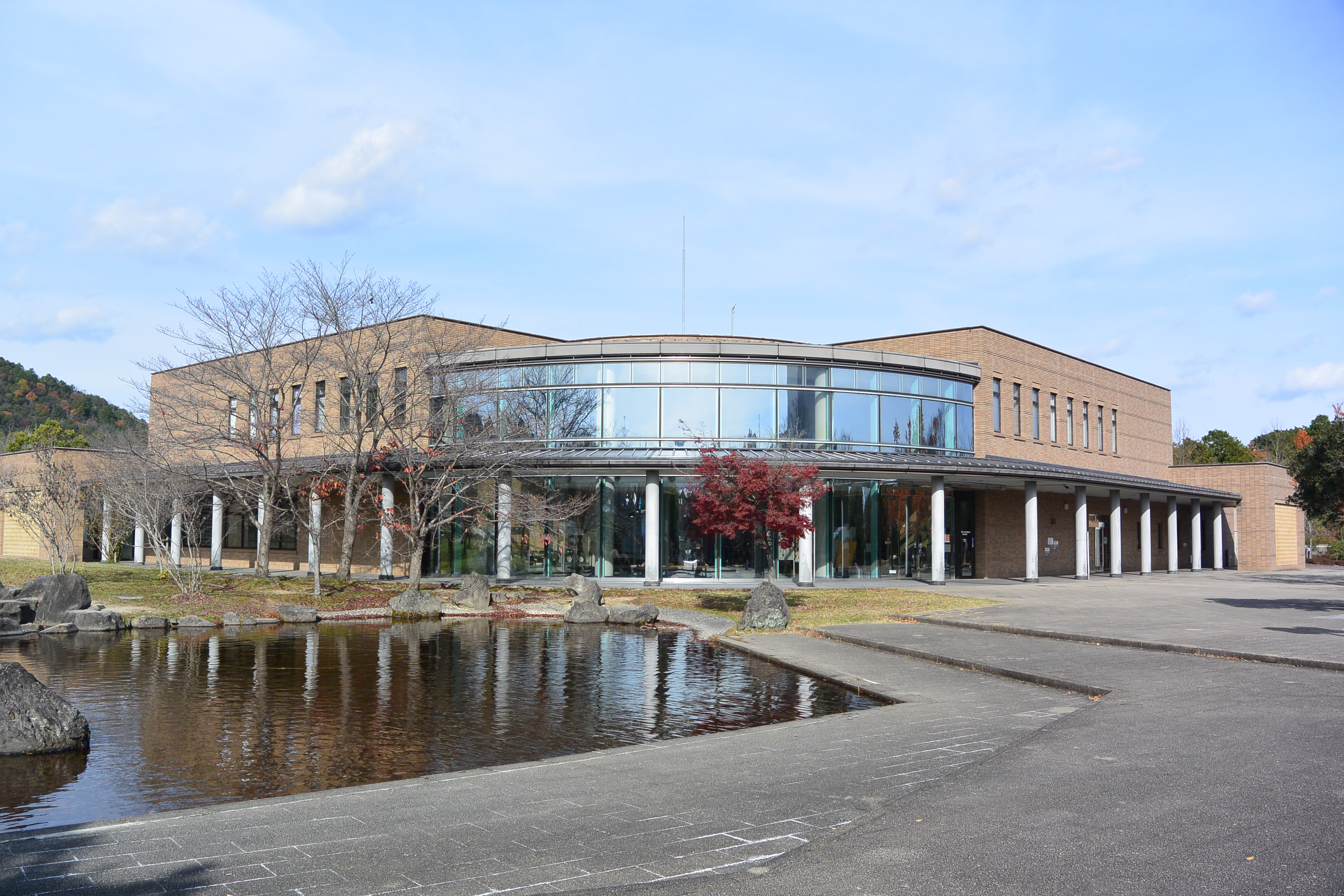
猪名川町生涯学習センター

### 警察
本部
- 兵庫県警察

管轄
- 川西警察署
  - 日生中央交番
  - 猪名川パークタウン交番
  - 木津駐在所

### 消防
本部
- 猪名川町消防本部

消防署
- 猪名川町消防署（川辺郡猪名川町紫合字古津側山4-10）
  - 北出張所

### 郵便局
主な郵便局
- 猪名川郵便局

### 文化施設
- 天体観測施設「猪名川天文台（Astropia）」
- 猪名川町立ふるさと館
- 里山林　県立「杤原めぐみの森」
- 尼崎市立青少年いこいの家
- 猪名川町生涯学習センター
  - 町立図書館
  - 中央公民館
- 総合福祉センター「ゆうあいセンター」
- ふるさと館
- カリヨンタワー

### 運動施設
- 猪名川町B&G海洋センター（屋内温水プール）[14]
- 猪名川町文化体育館（イナホール）[15]
- 猪名川町スポーツセンター[16]
- うぐいす公園テニスコート[16]
- 登り尾公園テニスコート[16]
- 猪名川サーキット

## 経済

### 第一次産業

#### 林業
- 栗
- 松茸
- 椎茸

### 第二次産業

#### 鉱業
以前は、日本鉱業の銀山があった。鉱山跡は整備され「多田銀銅山悠久の館」として観光地となっている。

### 第三次産業

#### 商業
主な商業施設
- イオンモール猪名川（核店舗　イオン（旧・ジャスコ）猪名川店）- 猪名川町南部にあるパークタウンの中心にある大型商業施設。改装工事のため休業中であったが、2007年7月14日、1階と2階の全フロア、8月10日に3階一部が、9月22日に新館部分がリニューアルオープンした。
- 日生中央サピエ（核店舗　阪急オアシス） - 阪急・日生グループの新星和不動産が開発した日生ニュータウンの核店舗街を形成するショッピングゾーン。阪急オアシスをキーテナントに大小さまざまな、衣類・雑貨・日用品・飲食店が軒をつらねる。

### 金融機関
指定金融機関:池田泉州銀行

### 拠点を置く企業
- MonotaRO 猪名川ディストリビューションセンター（物流倉庫）

## 対外関係

### 姉妹都市・提携都市

#### 海外
姉妹都市
- バララット市（オーストラリア連邦 ビクトリア州）
1988年（昭和63年）8月 - 姉妹都市提携[17]。
毎年、夏には中谷、六瀬、猪名川の3つの中学校より「姉妹都市派遣団」として、中学2年生がバララット市に派遣されている。

## 教育

### 幼稚園・小学校・中学校
2012年（平成24年）4月1日の時点で、全ての小中学校校舎において耐震化が完了している。
通学区域の指定は「町立学校（園）の学（園）区」による。楊津小・大島小は小規模特認校に指定されていて、所定の手続きを踏めば町内全域から通学可能である。
| 幼稚園                 | 小学校                     | 中学校                 |
| ---------------------- | -------------------------- | ---------------------- |
| 猪名川町立猪名川幼稚園 | 猪名川町立猪名川小学校     | 猪名川町立猪名川中学校 |
| 猪名川町立猪名川幼稚園 | 猪名川町立白金小学校       | 猪名川町立猪名川中学校 |
| 猪名川町立猪名川幼稚園 | 猪名川町立つつじが丘小学校 | 猪名川町立猪名川中学校 |
| 猪名川町立六瀬幼稚園   | 猪名川町立松尾台小学校     | 猪名川町立清陵中学校   |
| 猪名川町立六瀬幼稚園   | 猪名川町立楊津小学校       | 猪名川町立清陵中学校   |
| 猪名川町立六瀬幼稚園   | 猪名川町立大島小学校       | 猪名川町立清陵中学校   |

### 高等学校
- 兵庫県立猪名川高等学校[21]

### 廃校
中学校
- 猪名川町立中谷中学校（2022年、六瀬中学校と統合し清陵中学校へ改称）
- 猪名川町立六瀬中学校（2022年、中谷中学校と統合し清陵中学校へ改称）

小学校
- 猪名川町立阿古谷小学校（2013年、松尾台小学校と統合）

幼稚園
- 猪名川町立つつじが丘幼稚園（2021年、松尾台幼稚園と統合）
- 猪名川町立松尾台幼稚園（2023年、六瀬幼稚園と統合）

## 交通

### 鉄道

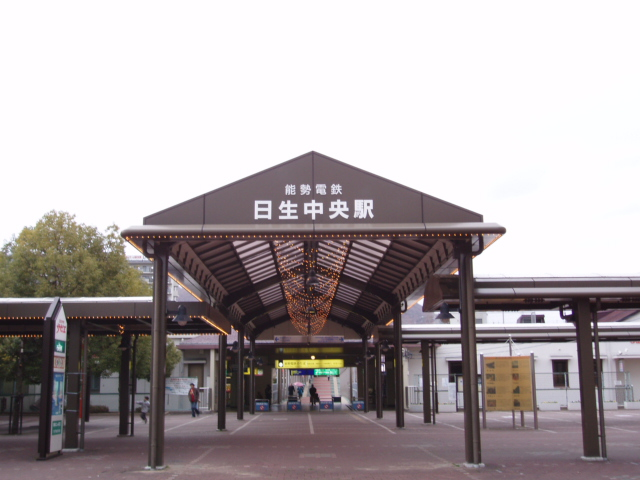
日生中央駅

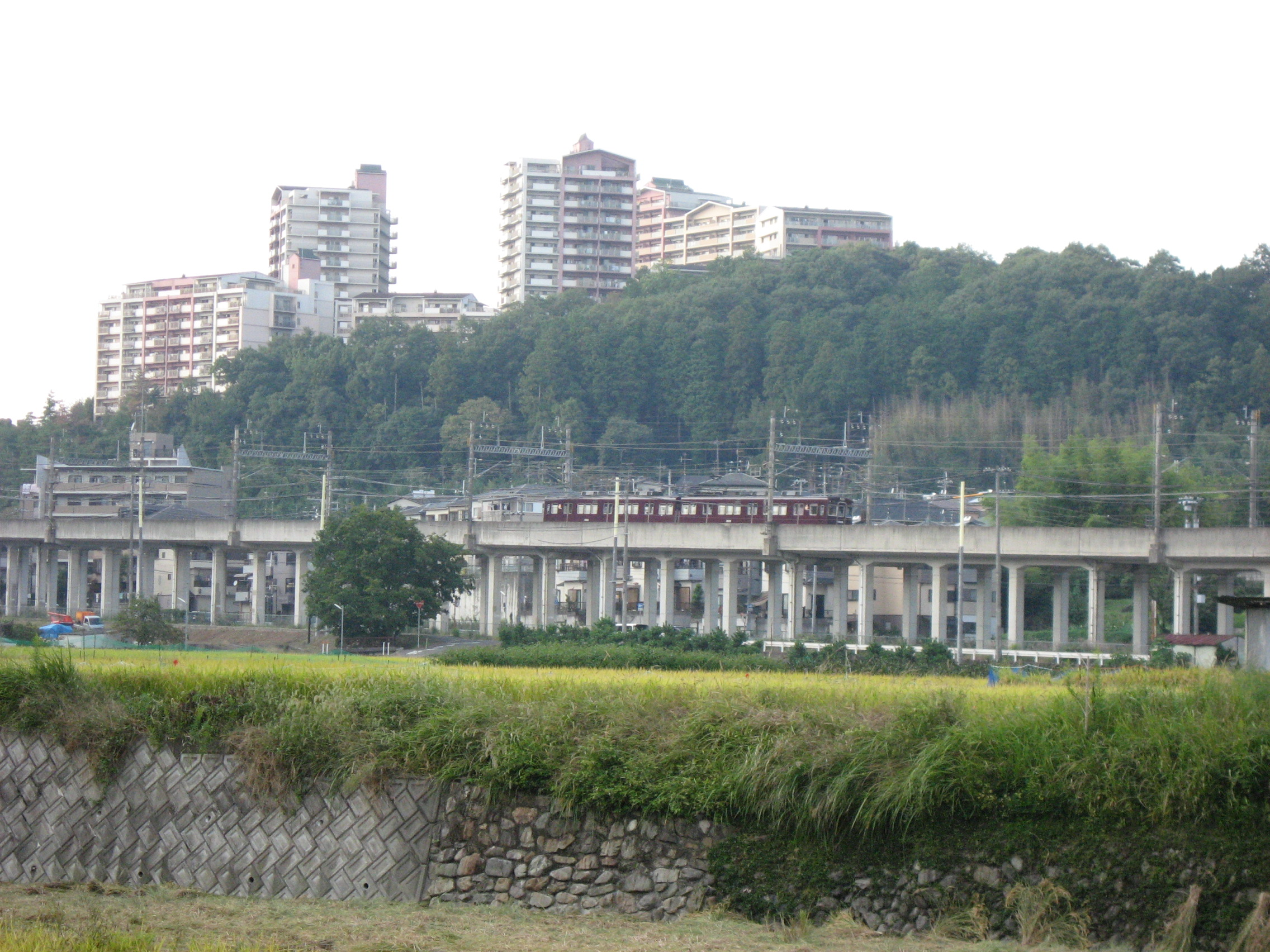
能勢電鉄日生線

日生中央駅は町内で唯一の鉄道駅であり、能勢電鉄日生線の終着駅でもある。1975年（昭和50年）に阪急日生ニュータウンの入居が開始されてから3年後の1978年（昭和53年）に開通した。
開通当初は、日生中央から山下までの往復の運行ダイヤであり、車両も2両編成であった。能勢電鉄妙見線には山下で乗換えが必要であり、梅田などの都心方面へは、乗り換えを最低2回要していた。2022年（令和4年）12月のダイヤ改正以降は原則として川西能勢口駅を発着する4両編成の電車が主体となった。
1997年（平成9年）11月17日からは、大阪梅田駅 (阪急)に直通する特急日生エクスプレスが運行されるようになった。列車愛称は日生中央駅および阪急日生ニュータウンにちなんだものであり、2022年（令和4年）12月現在は平日朝夕のラッシュ時に7往復運行されている。大阪梅田へ直通する唯一の列車種別であり、所要時間は最速で40分である。

#### 鉄道路線
能勢電鉄
- 日生線：日生中央駅 -

### バス
パークタウン・つつじが丘の住民は主にバスで川西能勢口まで行く。（所要時間：20分 - 30分、運賃290円 - 350円）

#### 路線バス
- 阪急バス 阪急バス猪名川営業所
- ふれあいバス

町内を阪急バスが運行している。阪急バス猪名川営業所が存在する。また、同じく阪急バスが運行する町内バス（ふれあいバス）もある。
日生中央から川西能勢口を阪急バスが結んでいる路線が主である。パークタウンにおいては朝ラッシュ時には川西能勢口方面に特急便が走っており、若葉地区（7系統）と白金地区（8系統）はそれぞれ独立した便が走っていることに加え、つつじヶ丘からは朝ラッシュ時に川西能勢口へ向かう急行便が走っている。夕ラッシュ時は川西能勢口から若葉→白金と同じ6系統が特急便として設定されている。
また、川西能勢口からは、深夜23時台～0時台に計5本の深夜バスが猪名川町内のつつじが丘 - パークタウン - 日生中央方面に運行されており、深夜の帰宅を対応している。
このほか、大阪梅田新阪急ホテルから、平日の深夜1時に阪急バスのパークタウン・日生中央行き深夜バスが運行していたが、2018年3月をもって廃止された。

### 道路

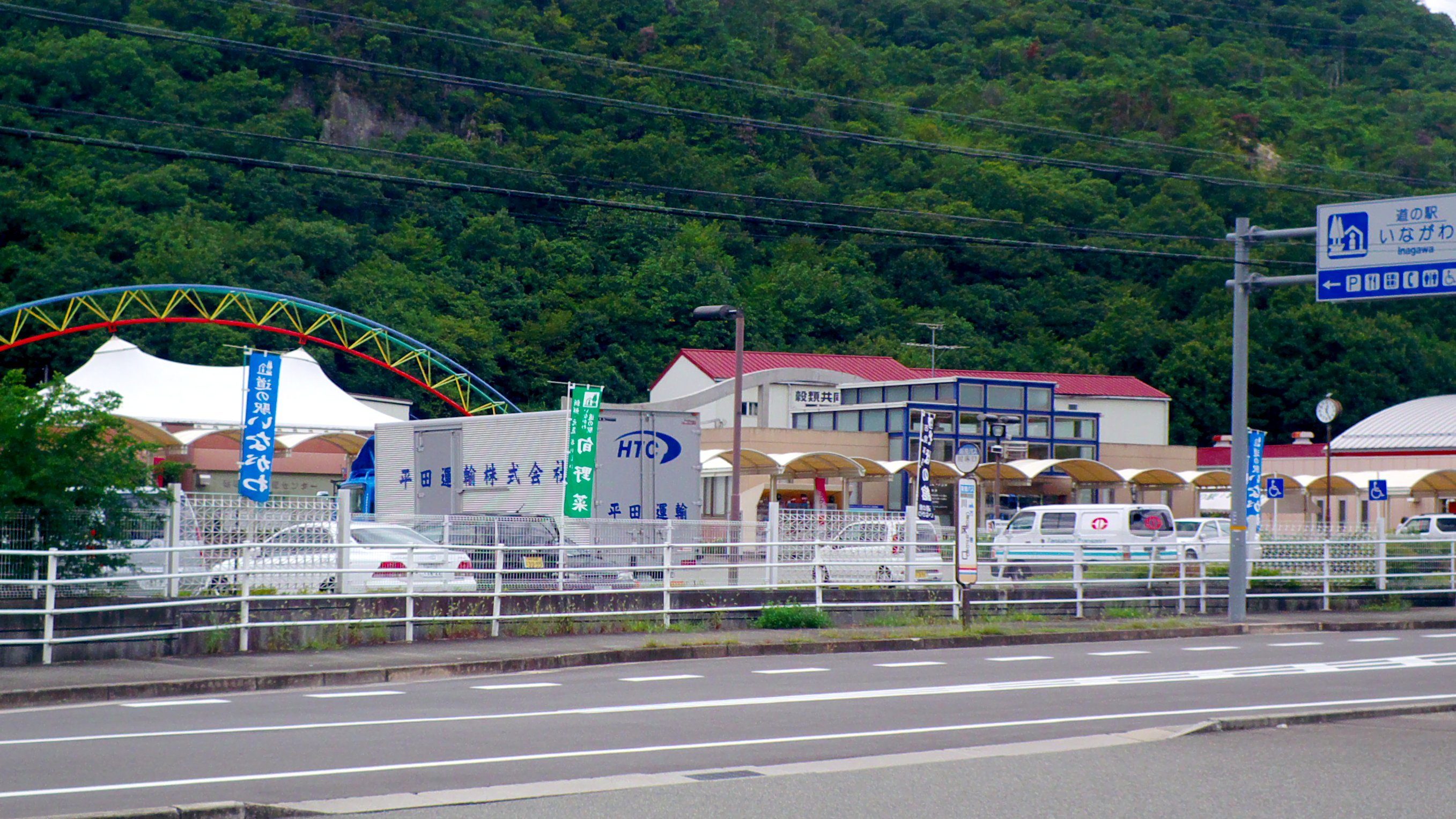
道の駅いながわ

#### 高速道路
- 新名神高速道路：町内を通過するのみで、インターチェンジ(IC)等の設置はない。なお最寄りのICは、川西市にある川西ICである。

#### 国道
- 国道173号：2006年（平成18年）に、平行して走る能勢電鉄妙見線平野から畦野駅にかけての片道2車線への拡幅が完了している。さらに、畦野駅から山下駅にかけての2車線拡幅化工事が2006年（平成18年）末に完了した。

#### 県道
主要地方道
- 兵庫県道12号川西篠山線：4車線の新道と片側一車線の旧道があり、新道がバイパスとなっている。バイパスの町内のルートは、猪名川町差組 - つつじが丘 - 広根 - パークタウン中央（白金・若葉） - 紫合（ゆうだ）北ノ町。
- 兵庫県道68号川西三田線：紫合（ゆうだ）北ノ町 - 万善間は兵庫県道12号川西篠山線と重複路線となっている。

一般県道
- 兵庫県道・大阪府道601号杉生能勢線
- 兵庫県道・大阪府道602号島能勢線
- 大阪府道・兵庫県道603号能勢猪名川線
- 兵庫県道507号島川原線：途中で道は途切れているため全線走行はできない。
- 兵庫県道319号下佐曽利笹尾線
- 兵庫県道324号切畑猪名川線

#### 道の駅
- 道の駅いながわ

## 観光

### 社寺・史跡
- 戸隠神社
- 杉生八坂神社
- 杤原八幡神社
- 天澤寺
- 東光寺 - 天乳寺木喰仏が安置される寺院。
- 多田銀銅山遺跡

### 公園
- 猪名川町総合公園（ふれあい公園）
- 猪名川渓谷県立自然公園
- 伏見池公園
- さくら池自然公園
- 大島であい公園

### 名所
- 猪名川渓谷
- 屏風岩
- 山陽自然歩道
- 彫刻の道
- 伏見台方面の夜景
- 大野山
- 太鼓岩
- 高岳
- 原広根線・原川沿い（いながわ桜まつり）
- 籠坊温泉
- 龍化隧道（旧龍化トンネル）

## 文化・名物

### 文化財

#### 重要文化財
国指定
- 肝川戸隠神社本殿（建造物） - 大永4年（室町時代・1524年）に造営された町内最古の建築物[24]

県指定
- 天乳寺木喰仏（彫刻）（東光寺に安置されている）[25]
- 杤原八幡神社本殿（建造物）[25]
- 杉生八坂神社本殿（建造物）[25]
- 天澤寺石造灯篭（建造物）[25]

#### 登録有形文化財
- 静思館（旧冨田邸）（建造物） - 美術商・冨田熊作が故郷の猪名川町上野に昭和7年から3年の歳月をかけ、江戸時代の豪農の屋敷を模して建てた和風建築物[26]
- 仁部家住宅（建造物）[27]

#### 天然記念物
県指定
- ネズ（ムロ）の大木[25]
- モッコクの大木[25]

#### その他の文化財
- 多田銀銅山悠久の館（多田銅銀山鉱山跡。周囲も整備されており、間歩や当時の施設跡などが公開されている）
- 観音堂の大モミ(郷土記念物)
- 大国宮神社 - 肝川龍神を祀る。1914年に肝川の農夫・車末吉の妻小房が突然神憑りとなって神のお告げを叫び出し、これが評判となり、赤池濃、上杉憲章、出口王仁三郎（大本教）、矢野佑太郎（神政竜神会）ら多くの人が神の啓示を求めて小房を訪ね、とくに大本教は肝川を聖地「控えの地」とした[28]。現神社は大本教肝川支部から独立したもの。

### 名産・特産
- 清酒「花衣」、「猪名川物語」
- 糸寒天
- 栗
- 松茸
- 椎茸
- ぼたん鍋
- そば

## 関西大学の誘致問題
猪名川町肝川地区近郊は、1994年に関西大学高槻キャンパスに開設された関西大学総合情報学部の候補地の一つだった。関西大学によれば、当初候補地として箕面市の止々呂美、茨木市の大岩、猪名川町の肝川、高槻市の霊仙寺が選定された。このうち最終候補地に残ったのが高槻市と猪名川町だった。最終的には千里山から一時間以内のアクセスが難しい猪名川町が候補を外れた。また、大阪府の企画部長が関西大学は大阪府内から出てほしくないと主張したことも候補地選定の際に考慮され、最終的に高槻市霊仙寺への移転が決定された。

## 出身関連著名人

### 出身著名人

#### 政治家
- 筆坂秀世（元日本共産党書記局長代行）

#### 実業家
- 加茂守（卵パックの開発者、エフピコダイヤフーズ）

#### 芸術・文化・芸能
- 長島恭子（モデル・司会・リポーター）
- 森信行（ドラマー - 元くるり）
- MIYAVI（ギタリスト）

##### お笑い芸人
- 秋山賢太（アキナ）
- 濱田祐太郎（R-1ぐらんぷり2018優勝）

#### スポーツ選手
- 廣瀬栄理子（バドミントン選手）
- 山本歩（野球選手 - 埼玉西武ライオンズ）※現役引退
- 高瀬無量（陸上選手 - 日清食品グループ陸上競技部キャプテン）
- 長瀬そら（バレーボール選手 - 岡山シーガルズ）
- 村山裕太郎（陸上選手 ‐ 富士通陸上部）
- 池田達哉（ジェイリースFC）
- 中岡麻衣子（アルビレックス新潟レディース）
- 西田明美（浦和レッズレディース）
- 林田 魁斗